# レイア・ゴールド
レイア・メイ・ゴールド（英語: Leah Mei Gold、2007年2月23日 - ）は、アメリカ合衆国の女優、声優、YouTuber。
『ラウド・ハウス』と『ザ・カサグランデス』で「シド・チャン」を演じたことや『Leah ＆ San San』というYouTubeチャンネルを持つことで知られている。

## 経歴

### 生い立ち
アメリカ人の両親の子としてアメリカのニューハンプシャー州のミルフォードで生まれた。数年後にカルフォルニア州のロサンゼルスに引っ越した。